# Ahmed Yasin
Ahmed Yasin Ghani (født 21. april 1991) er en irakisk-svensk fodboldspiller, der spiller på midtbanen for saudiarabiske Al-Kholood og Iraks fodboldlandshold. Han har tidligere spillet for blandet andet flere svenske klubber og danske AGF.

## Karriere
I 2010 forlod Yasin barndomsklubben BK Forward til fordel for Örebro SK.
I efteråret 2012 blev Yasin portrætteret i fodboldmagasinet Offside, hvor læserne kunne følge en uge, der begyndte med en kamp mod GIF Sundsvall i Allsvenskan, der blev efterfulgt af en træningskamp på Swedbank Stadion i Malmø imod Brasilien.

### AGF
Den 29. juni 2015 skrev Yasin en toårig kontrakt med superligaklubben AGF, gældende fra 1. januar 2016.. Den 9. juli 2015 blev Örebro og AGF enige om, at han kunne skifte allerede i sommerens transfervindue.
Han fik sin debut den 19. juli i superligapremieren imod Brøndby IF. Han blev ikke fast mand i startopstillingen i løbet af efteråret, og kort efter nytår 2016 imødekom AGF et ønske fra Yasin om at vende tilbage til Sverige af familiemæssige årsager, og han blev solgt til AIK Fotboll. Han nåede 21 kampe for AGF og scorede et enkelt mål.

### AIK Fotboll
Den 7. januar 2015 blev det offentliggjort, at Ahmed Yasin skiftede til AIK.

## International karriere
Den 24. juni 2012 debuterede Yasin for det irakiske A-landshold i en kamp mod Libanon. Efter denne er det blevet til yderligere syv optrædener for Yasin på landsholdet under ledelse af den brasilianske legende Zico. I alt har han spillet 44 landskampe og scoret seks mål pr. august 2022.